# BMW X5 (G05)
BMW X5 (G05)  — розкішний позашляховик середнього розміру, вироблений німецьким автовиробником BMW. Це четверте і
нинішнє покоління BMW X5. Він був випущений у 2018 році як наступник X5 F15. Продажі X5 стартували в листопаді 2018 року. Продуктивні моделі X5 M і X5 M Competition були представлені 1 жовтня 2019 року.

## Розробка та запуск

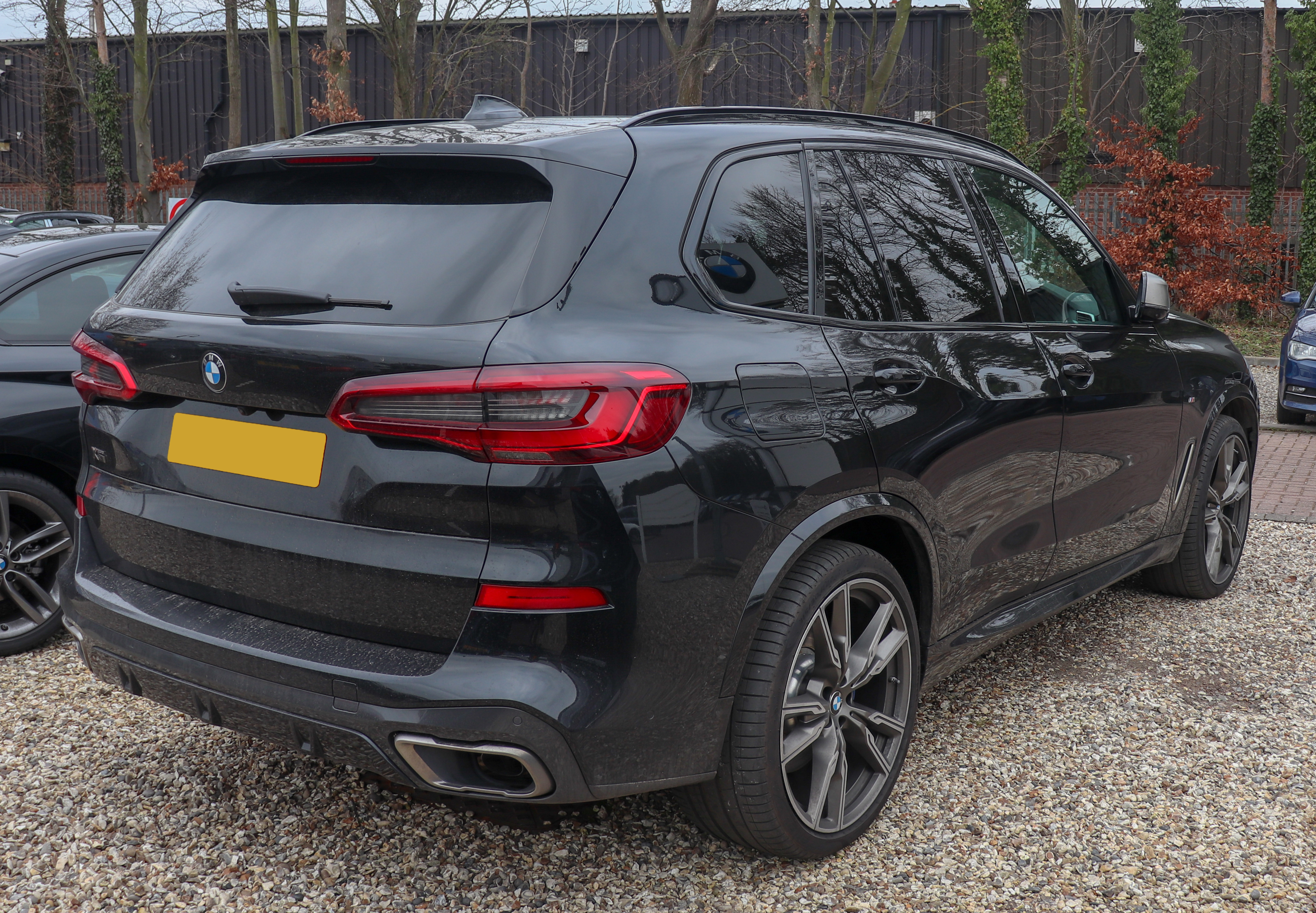
Задній вид

Інформація про G05 X5 була опублікована онлайн 6 червня 2018 року.
G05 X5 використовує платформу кластерної архітектури BMW (CLAR), яку також можна знайти в G11 7 серії та G30 5 серії. Він оснащений п'ятиважільною задньою підвіскою, а також доступний з чотирма колесами або регульованою пневматичною підвіскою, яку можна піднімати або опускати на 40 мм (2 дюйми). У порівнянні зі своїм попередником G05 X5 становить на 36 мм (1 дюйм) довший, на 66 мм (3 дюйми) ширше і на19 мм (1 дюйм) нижчий по висоті. Усі бензинові моделі оснащені сажовими фільтрами, тоді як усі дизельні моделі оснащені системою впорскування AdBlue, яка зменшує викиди оксиду азоту.
Майже в усіх регіонах є повний привід xDrive, але в США доступна модель sDrive із заднім приводом. Модель xDrive50i доступна за межами європейських ринків, а європейські ринки отримають моделі M50i. У 2020 модельному році M50i став доступним на північноамериканському ринку замість моделі xDrive50i.
У серпні 2019 року BMW показала броньований варіант під назвою X5 Protection VR6, який може протистояти атакам куль AK-47.

## Технології

### Внутрішній простір
З 2019 року доступний третій ряд сидінь. Об'єм багажного відділення в п'ятимісній комплектації становить 645 л. Приладова панель оснащена виключно цифровими дисплеями («BMW Live Cockpit Professional»). Оновлення бездротового програмного забезпечення можливо через його операційну систему.

### Шасі
Шасі оснащено адаптивними амортизаторами та сталевими пружинами в стандартній комплектації, а також опціонально пневматичною підвіскою для обох осей з діапазоном регулювання 8 см, який можна використовувати для збільшення кліренсу на бездоріжжі. Передні колеса ведуться на подвійних поперечних важелях в алюмінієвій конструкції, задня вісь — п'ятиважільна вісь у легкій сталевій конструкції. Блокування диференціала і рульове управління задньою віссю доступні за запитом. Усі колеса гальмуються дисковими вентильованими гальмами. Колеса з діаметром диска від 18 до 22 дюймів можливі з заводу.

### Освітлення / спецобладнання

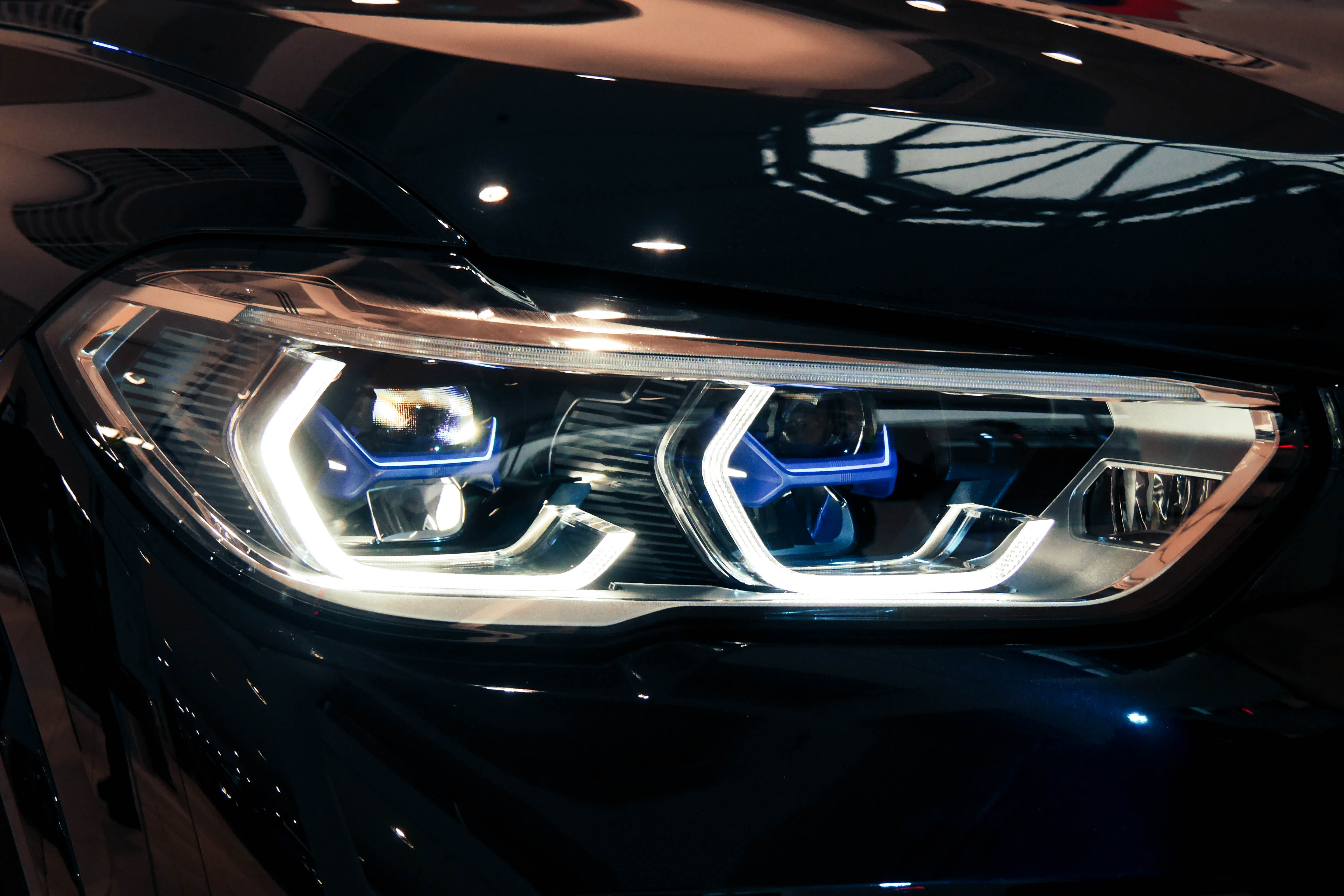
Фари X5 з лазерним світлом

Ще одна особливість — лазерне світло: лазерні діоди становлять лише одну десяту частину розміру звичайних світлодіодів. Проте світять вони вдесятеро яскравіше, а отже, вдвічі далі — дальнє світло має світити до 600 метрів. Темно-сині промені лазерного діода перетворюються на біле світло. Це відповідає кольору денного світла з колірною температурою 5500 кельвінів. Це відповідає кольору денного світла.
Також доступні ароматизатор і панорамний скляний дах («Sky Lounge»), прикрашений 15 000 графічних елементів з підсвічуванням. Графіка, надрукована на склі, підсвічується збоку світлодіодними елементами.

## Моделі

### X5 M

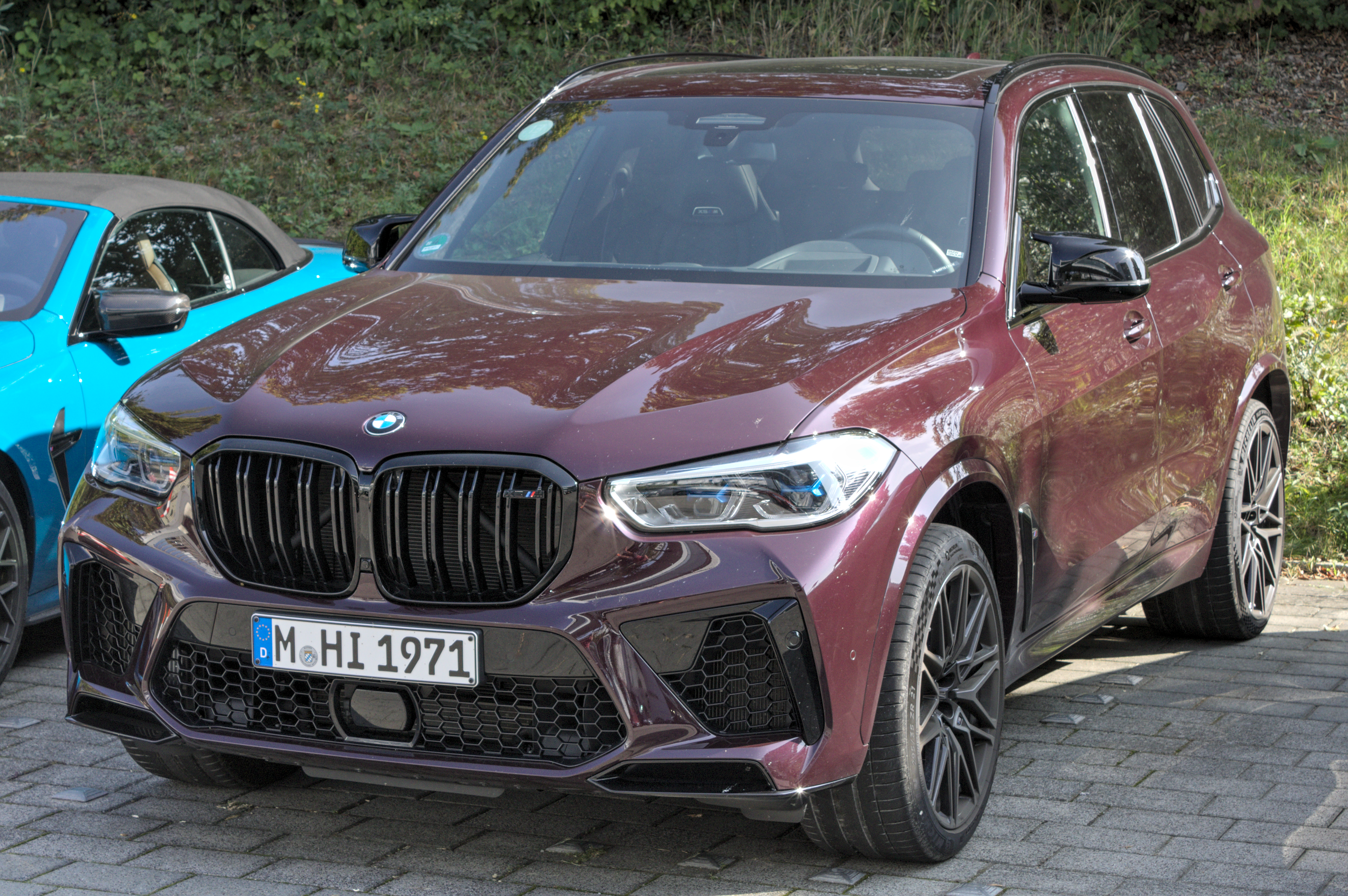
X5 M

На автосалоні в Лос-Анджелесі 2019 для 2020 модельного року BMW випустила потужні варіанти X5 M і X5 M Competition. Обидві моделі використовують 4,4 л S63 twin-turbo V8. X5 M випускає 600 к.с. (610 PS; 450 кВт) і прискорюється від 0 до 0—100 км/год (0—62 миля/год) за 3,9 секунди, тоді як варіант Competition видає 617 к.с. (626 PS; 460 кВт) і розганяється до 0—100 км/год (0—62 миля/год) за 3,8 секунди. Обидві моделі є кращими від 567 к.с. (575 PS; 423 кВт), виробленого попереднім поколінням F15 X5 M. Окрім збільшення потужності, основними відмінностями між стандартною моделлю та Competition є оновлена вихлопна система, збільшені задні колеса та шини, режим Track і покращена стандартна шкіряна оббивка.

### X5 xDrive45e

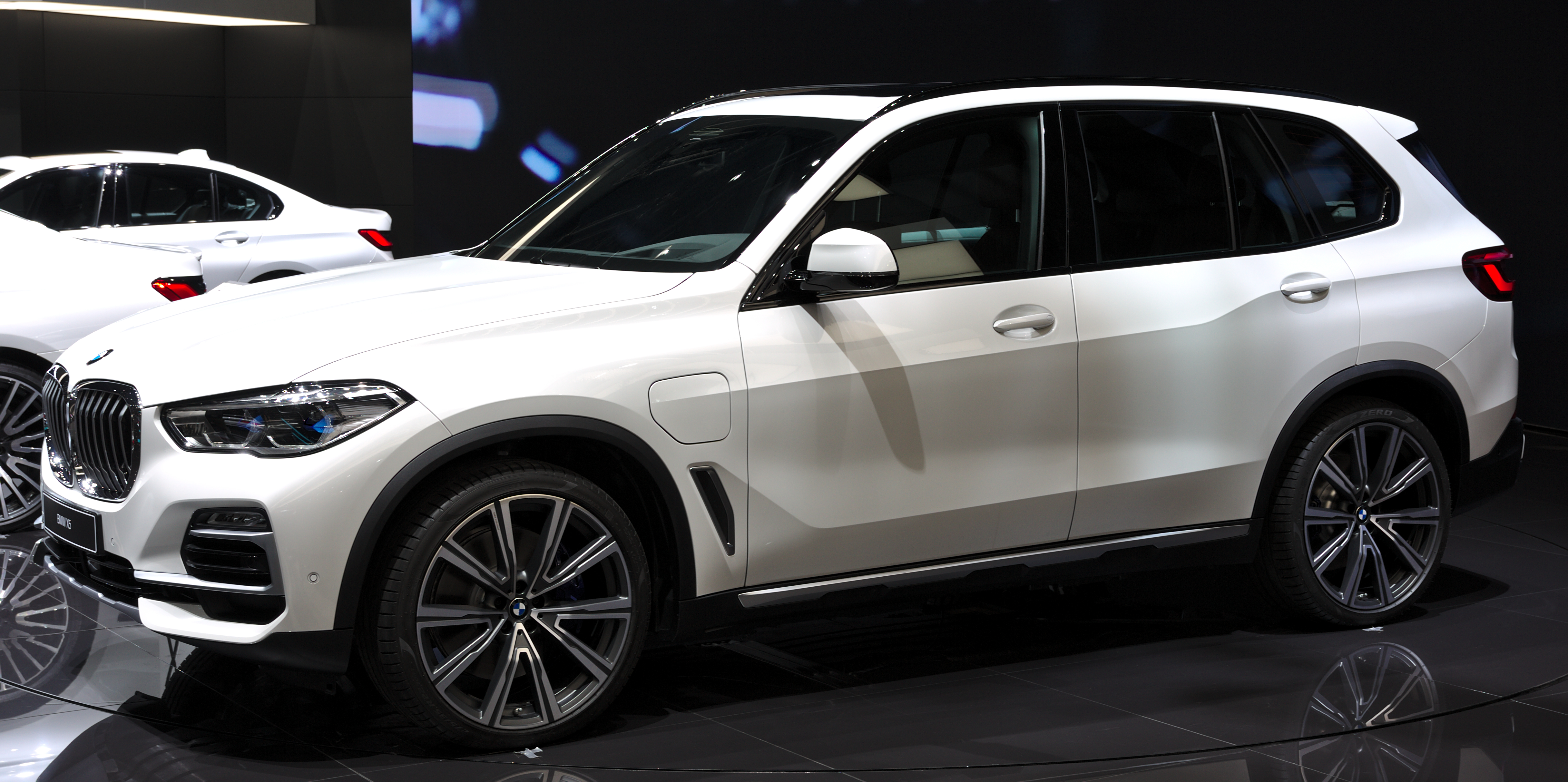
X5 xDrive45e

Окрім стандартних бензинових варіантів, у 2019 році BMW випустила гібридний варіант xDrive45e для X5. Пізніше він був представлений на ринку США влітку 2020 року. xDrive 45e оснащений літій-іонним акумулятором ємністю 24 кВт/год у поєднанні з 3,0-літровим двигуном B58 turbo I6 та електродвигуном, який виробляє 113 к.с. (115 PS; 84 кВт). У європейських моделях можна було використовувати 21,6 кВт-год ємності акумулятора, тоді як у США цей показник становить лише 17,06 кВт-год. Запас ходу американської моделі становить 30 миль (48 км), згідно з оцінками EPA. Автомобіль для американського ринку, включаючи його батареї, виробляються на заводі BMW у Спартанбурзі, штат Південна Кароліна.

### X5 з довгою колісною базою
BMW офіційно представила в Китаї абсолютно нові G18 X5 xDrive30Li і xDrive40Li, які з квітня 2022 року будуть вироблятися спільним підприємством BMW Brilliance Automotive на оновленому заводі в Шеньяні Дадонг. За даними BMW, колісна база G18 становить 130 мм (5,1 дюйма) довший за звичайний G05. Уся додаткова довжина йде на збільшення простору для ніг пасажира ззаду та комфорту сидіння. Це також відображається на подовжених задніх дверях, які тепер забезпечують легший доступ до другого ряду сидінь, але в іншому X5 LWB (довга колісна база) зберігає багато ознак моделі зі стандартною колісною базою.

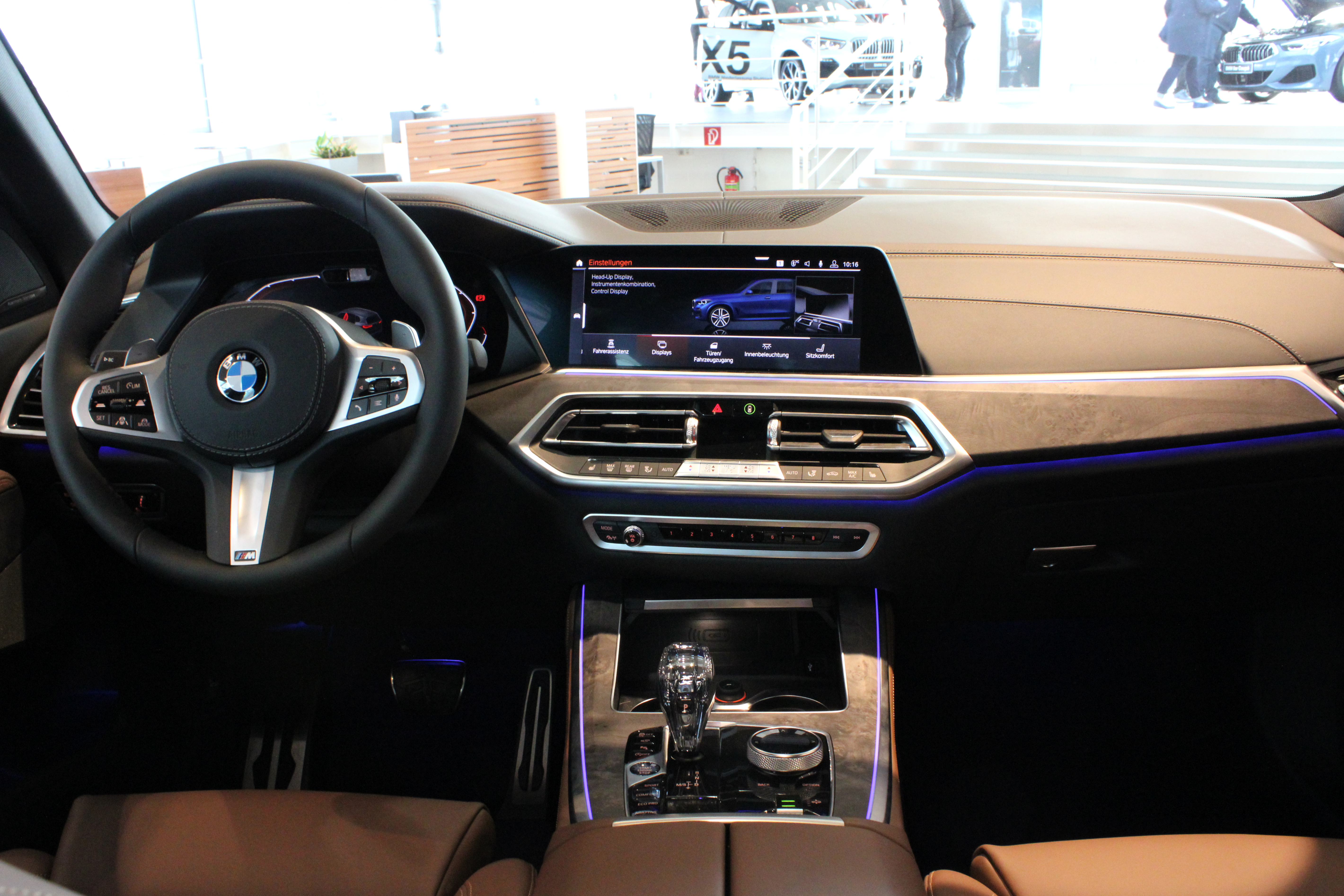
Інтер'єр

У стандартне оснащення входять світлодіодні фари, амортизатори з електронним керуванням, спортивні сидіння з електроприводом і підігрівом, а також два 12,3-дюймових дисплея для панелі приладів і системи iDrive. Моделі G05 X5 також доступні з лазерними фарами, підстаканниками з підігрівом і охолодженням, панорамним люком зі світлодіодними візерунками, а також підпискою на Microsoft Office 365 і Skype для бізнесу з бездротовим оновленням. Нова система Digital Key також дозволяє використовувати смартфон як брелок для блокування або розблокування автомобіля через NFC.
Пакети xLine і M Sport також пропонуються разом із стандартною обробкою та мають різні стилі кузова та ексклюзивні кольори зовнішньої фарби та вибір оббивки. Моделі xLine оснащені 19-дюймовими легкосплавними дисками з алюмінієвим зовнішнім оздобленням, тоді як моделі M Sport оснащені 20-дюймовими легкосплавними дисками з глянцевим оздобленням.
У цьому поколінні X5 використовується інформаційно-розважальна система BMW iDrive 7.0, яка замінила систему iDrive 6.0 у попередньому поколінні. Система iDrive 7.0 тепер включає стандартну бездротову інтеграцію смартфона Apple CarPlay і Android Auto, яка раніше була додатковою для системи iDrive 6.0 (система iDrive 6.0 не пропонувала Android Auto). Система iDrive 7.0 також інтегрує функцію BMW Assistant із голосовою активацією без рук за допомогою фрази «Привіт, BMW».
Деталі M Performance можна встановити на моделі 25-45 із комплектацією M Sport і всі моделі M50. До них належать диски M, задня вуглепластикова крило, бічні пороги, вуглепластикові дзеркала, передня вуглепластикова втулка, спортивне кермо та вуглецевий дифузор.
X5 M має власні частини M Performance. Серед них спортивне кермо, подовжений спойлер на даху та решітки з вуглецевого волокна.

## Варіанти двигуна

### Бензинові двигуни
| Модель           | Роки           | Двигун- турбо                                            | Потужність                              | Крутний момент                             | 0–100 км/год (0–62 миль/год) |
| ---------------- | -------------- | -------------------------------------------------------- | --------------------------------------- | ------------------------------------------ | ---------------------------- |
| X5 xDrive30i     | 2019–          | 2,0 л B48 4-циліндровий рядний                           | 195 кВт (261 к. с.) при 5000–6000 об/хв | 400 Н⋅м (295 фунт⋅фут) при 1550–4500 об/хв | 6,9 с                        |
| X5 sDrive40i     | 2019–          | 3,0 л B58 6-шестициліндровий рядний                      | 250 кВт (335 к. с.) при 5500–6500 об/хв | 450 Н⋅м (332 фунт⋅фут) при 1500–5200 об/хв | 5,2 с                        |
| X5 xDrive40i     | 2018–2020 роки | 3,0 л B58 6-шестициліндровий рядний                      | 250 кВт (335 к. с.) при 5500–6500 об/хв | 450 Н⋅м (332 фунт⋅фут) при 1500–5200 об/хв | 5,5 с                        |
| X5 xDrive40i     | 2021–          | 3,0 л B58 6-шестициліндровий рядний                      | 245 кВт (329 к. с.) при 5500–6250 об/хв | 450 Н⋅м (332 фунт⋅фут) при 1600–4800 об/хв | 5,7 с                        |
| X5 xDrive45e     | 2019–          | 3,0 л B58 6-шестициліндровий рядний + електричний двигун | 290 кВт (389 к. с.) при 5500 об/хв      | 600 Н⋅м (443 фунт⋅фут) при 1500–5200 об/хв | 5,6 с                        |
| X5 xDrive50i     | 2018–2020 роки | 4,4 л N63 V8                                             | 340 кВт (456 к. с.) при 5250 об/хв      | 650 Н⋅м (479 фунт⋅фут) при 1500–4750 об/хв | 4,7 с                        |
| X5 M50i          | 2019–          | 4,4 л N63 V8                                             | 390 кВт (523 к. с.) при 5500–6000 об/хв | 750 Н⋅м (553 фунт⋅фут) при 1800–4600 об/хв | 4,3 с                        |
| X5 M             | 2020–          | 4,4 л S63 V8                                             | 441 кВт (591 к. с.) при 6000 об/хв      | 750 Н⋅м (553 фунт⋅фут) при 1800–5860 об/хв | 3,8 с                        |
| X5 M Competition | 2020–          | 4,4 л S63 V8                                             | 460 кВт (617 к. с.) при 6000 об/хв      | 750 Н⋅м (553 фунт⋅фут) при 1800–5860 об/хв | 3,7 с                        |

### Дизельні двигуни
| Модель       | Роки           | двигун- турбо                      | Потужність                         | Крутний момент                              | 0–100 км/год (0–62 миль/год) |
| ------------ | -------------- | ---------------------------------- | ---------------------------------- | ------------------------------------------- | ---------------------------- |
| X5 xDrive25d | 2018-          | 2,0 л B47 4-чотициліндровий рядний | 170 кВт (228 к. с.)                | 450 Н⋅м (332 фунт⋅фут) при 1500-3000 об/хв. | 7,5 с                        |
| X5 xDrive30d | 2018–          | 3,0 л B57 6-циліндровий рядний     | 195 кВт (261 к. с.) при 4000 об/хв | 620 Н⋅м (457 фунт⋅фут) при 2000—2500 об/хв  | 6,5 с                        |
| X5 xDrive40d | 2018–          | 3,0 л B57 6-циліндровий рядний     | 250 кВт (335 к. с.) при 4400 об/хв | 700 Н⋅м (516 фунт⋅фут) при 1750—2250 об/хв  | 5,5 с                        |
| X5 M50d      | 2018–2020 роки | 3,0 л B57 6-циліндровий рядний     | 294 кВт (394 к. с.) при 4400 об/хв | 760 Н⋅м (561 фунт⋅фут) при 2000–3000 об/хв  | 5,2 с                        |

### Паливний елемент
| Модель       | років | Двигун | потужність | Крутний момент | 0—100 км/год (0—62 миля/год) |
| ------------ | ----- | ------ | ---------- | -------------- | ---------------------------- |
| iX5 Гідроген | 2022– |        |            |                |                              |

## Безпека
2018 X5 отримав п'ять зірок у тесті Euro NCAP.